# گاگیک استامبولتسیان
گاگیک گریگوری استامبولتسیان (Գագիկ Գրիգորի Ստամբոլցյան؛ زادهٔ ۱۸ ژوئن ۱۹۵۷) یک پزشک و سیاستمدار اهل ارمنستان است که از تاریخ ۱۹۹۷ تا تاریخ ۱۹۹۸ در دولت روبرت کوچاریان سمت وزیر بهداشت ارمنستان را بر عهده داشت.

## زندگی‌نامه
در ۱۸ ژوئن ۱۹۵۷ در ایروان به دنیا آمد و از فارغ‌التحصیل دانشگاه پزشکی دولتی ایروان و دانشگاه ییل شد. 